# Steenbeeldhouwer
Een steenbeeldhouwer is een beeldhouwer die voornamelijk werkt met natuursteen. Hij of zij werkt door materiaal te verwijderen en 'houwt' daarmee een sculptuur (de subtractieve methode) in tegenstelling tot de beeldhouwer die een plastiek maakt en met materiaal opbouwt (de additieve of opbouwende methode).

## Steenbeeldhouwer en uitvoerend beeldhouwer
Er kan onderscheid gemaakt worden tussen de 'steenbeeldhouwer' in het algemeen en de 'uitvoerend beeldhouwer'. De laatste vervaardigt met name beeldhouwwerken in steen volgens het ontwerp van andere kunstenaars. De vaardigheden en werkzaamheden van een uitvoerend beeldhouwer komen sterk overeen met die van een restauratiebeeldhouwer, daarom worden deze twee terreinen vaak door uitvoerend beeldhouwers gecombineerd. Ten onrechte wordt een steenbeeldhouwer weleens 'steenhouwer' genoemd; dit is echter een ander beroep.
Dit artikel behandelt het werk van kunstenaars die hun eigen ontwerpen in steen uitwerken.

## Steenbeeldhouwwerk

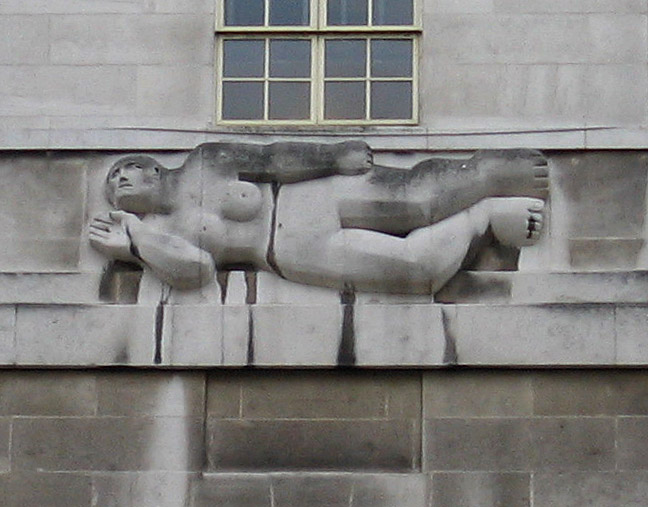
Reliëf: Westenwind, door Henry Moore, aan een gevel in Londen
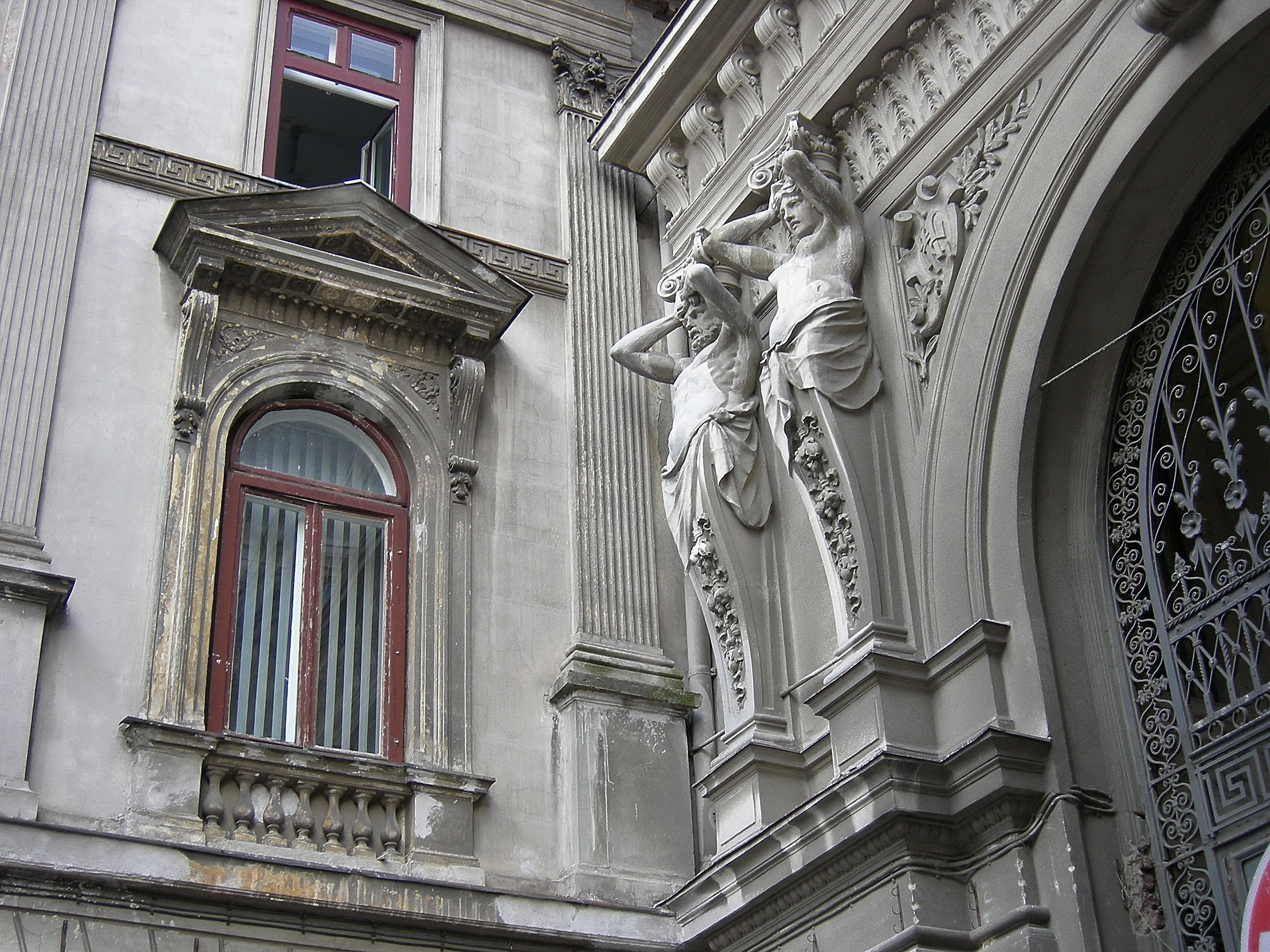
Toegepast beeldhouwwerk: Een atlant en een hermein Boekarest, Roemenië
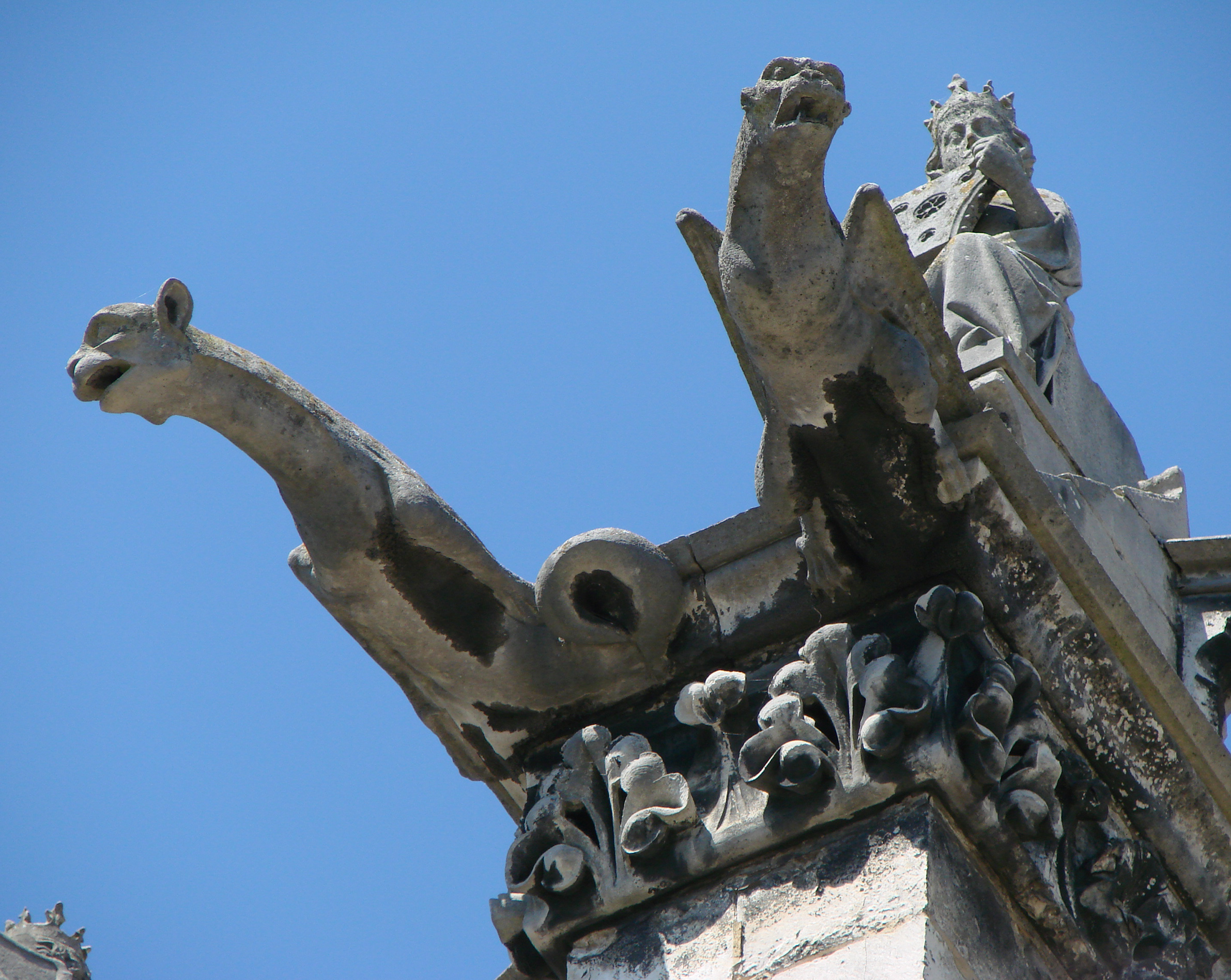
Toegepast beeldhouwwerk: Waterspuwers aan de kathedraal van Amiens

Beeldhouwwerken in steen zijn in het verleden in een aantal hoofdvormen gemaakt, naargelang de toepassing ervan en de bedoeling van de kunstenaar of de opdrachtgever. De voordelen van het werken in steen boven een materiaal als bijvoorbeeld brons zijn onder andere dat het werken in steen veel directer is; bij bronsgieten wordt het eindresultaat pas na meerdere tussenstappen bereikt, terwijl de steenbeeldhouwer dit voortdurend zelf in handen heeft. Ook biedt het materiaal een enorm scala aan steensoorten en daarmee oppervlakken en kleurstellingen, hetgeen kan bijdragen aan de beoogde expressie. Ook is het mogelijk om kunstwerken tot zeer grote formaten te realiseren in steen, wat in andere materialen moeilijker te bereiken is. Ten slotte is veel in steen gewerkt omdat het evenals brons duurzaam is, en gedurende lange tijd was het veel minder kostbaar dan brons, een argument dat in de twintigste eeuw pas minder is gaan tellen, met gedaalde materiaalprijzen en hogere arbeidskosten.
Nadelen van steen zijn onder andere dat het in het algemeen zeer zwaar materiaal is, de bewerking ervan arbeidsintensief is en dat zeer ranke delen erg kwetsbaar en soms zelfs technisch niet uitvoerbaar zijn in dit materiaal.

### Reliëf
Een reliëf is een driedimensionale beeldhouwkundige afbeelding die niet helemaal vrijstaand is. Een reliëf heeft een driedimensionale voorkant en meestal een platte achterkant.
Het voordeel van het reliëf boven driedimensionaal werk is dat ook beeldinhoud die wel in tweedimensionale afbeeldingen zoals tekeningen of schilderijen kan worden weergegeven, maar niet of zeer moeilijk in ruimtelijk werk (denk bijvoorbeeld aan wolken, bomen, achtergronden, vergezichten), wel in een reliëf kan worden afgebeeld. Het reliëf is daarmee een overgangsgebied tussen tekening en beeldhouwwerk, wat het mogelijk maakt om met een reliëf thema's verhalend weer te geven. Om deze reden is het reliëf dan ook door alle eeuwen heen, van het Oude Egypte tot in de huidige tijd, onder andere gebruikt om verslag te doen van belangwekkende gebeurtenissen en ter verduidelijking van religieuze motieven. Een goed voorbeeld hiervan is wel de Zuil van Trajanus.

### Toegepast beeldhouwwerk
Een overgangsgebied tussen reliëf en vrijstaand beeldhouwwerk is de toegepaste beeldhouwkunst. Vaak maken sculpturale elementen onderdeel uit van een gebouw, brug of ander bouwwerk. Meestal is hier de inhoudelijke kant van de voorstelling minder van belang dan de ornamentele kant. Vaak had dergelijk beeldhouwwerk ook een praktische functie, bijvoorbeeld het ondersteunen van bovenliggende delen, het afvoeren van water of de omlijsting van een deur of raam. Te denken valt hier aan onder andere kariatiden, waterspuwers, festoenen, consoles, kapitelen, hogels en dergelijke.

### Vrijstaande beelden
Een derde categorie van beeldhouwwerken in steen zijn de vrijstaande beelden, waarin het kunstwerk minder ten dienste staat van de omgeving. Over het algemeen is het beeldhouwwerk van alle zijden te bezichtigen.

## Technieken
Beeldhouwers hebben verschillende manieren tot hun beschikking om steen te vormgeven: in taille directe, door middel van punteren of door middel van andere bewerkingstechnieken.

### En taille directe
Bij taille directe houwt de beeldhouwer rechtstreeks in de steen, soms met een ruwe schets op papier of in bijvoorbeeld klei, maar zonder veel te meten, waarbij het beeldhouwwerk gaandeweg ontstaat. Het voordeel van deze methode is de spontaniteit ervan, die de expressie ten goede kan komen; het nadeel is de grotere kans op onherstelbare fouten.

### Werken vanaf een model
Om beter in de hand te houden hoe het eindresultaat er uit gaat zien, en om problemen bij de uitvoering te voorkomen, zijn beeldhouwers ertoe overgegaan eerst een gedetailleerd model te gaan boetseren, om dit vervolgens op dezelfde schaal of vergroot uit te voeren in steen. Vooral in de 19e eeuw werd volgens een heel strak stramien gewerkt: er werd een model geboetseerd in was of klei, waarvan vervolgens een gipsafgietsel werd gemaakt, dat uiteindelijk met behulp van passers of een punteerapparaat minutieus werd overgebracht in steen. Voordelen van deze werkwijze zijn dat het eindresultaat zeer goed is te beheersen en dat de kans op onherstelbare fouten drastisch wordt verkleind. Ook is het bij ingewikkeld beeldhouwwerk veel sneller, omdat het zoeken naar de juiste vorm tijdens het boetseren gebeurt en niet tijdens het hakken zelf, zodat veranderingen eenvoudig zijn aan te brengen. Ook kan veel van het werk of al het werk bij deze methode door een derde worden uitgevoerd, de zogenaamde uitvoerend beeldhouwer. Het nadeel is dat het een veel grotere zelfdiscipline van de maker vereist. Ook kan het soms beperkend werken op de expressie.

### Kloven, branden,zagen
Andere methoden om met steen te werken zijn bijvoorbeeld ruwe bewerkingen zoals kloven, om vervolgens stukken steen te assembleren (zie bijvoorbeeld de kunst van Ulrich Rückriem), het stapelen van al dan niet bewerkte steenblokken, bewerken met een acetyleenbrander, waardoor stukken steen van het grote blok afspatten, of zagen, bijvoorbeeld met een steenkettingzaag, steencirkelzaag of draadzaag. Ook kan de beeldhouwer werken met ruwe, onbewerkte steenblokken en deze tot beeldhouwwerk maken door plaatsing, stapelen of combineren.
De steenmassa en vorm van de steen of stenen zelf geven bij deze werkwijze de kunstuiting gestalte, anders dan wanneer er een bepaalde voorstelling in of uit de steen is gehouwen.

## Materialen
In vrijwel elke steensoort is in de loop der jaren gewerkt om beeldhouwwerk te maken, maar enkele steensoorten zijn bij uitstek geschikt om in te beeldhouwen.

### Stollingsgesteenten
Graniet is een van de hardste steensoorten, die met veel geduld bewerkt kan worden. Zo is bijvoorbeeld in het Vigelandpark in Oslo door de beeldhouwer Gustav Vigeland met zijn medewerkers een groot aantal beelden in graniet gehouwen, en zijn veel beelden van Egyptische farao's in graniet uitgevoerd. Steensoorten als basalt, basaltlava en trachiet zijn minder vaak gebruikt.

### Afzettingsgesteenten
De door beeldhouwers meest gebruikte afzettingsgesteenten zijn ruwweg te verdelen in de tuffen, zoals de Römer tufsteen en de Ettringer tufsteen, de kalkstenen en de zandstenen.
Van de zandstenen zijn vooral de Duitse Bentheimer zandsteen en de Obernkirchener zandsteen veel toegepast.
Uit België kwamen de donkere kalkstenen: blauwe hardsteen, Namense steen of Pierre de Vinalmont, het Belgisch zwart "marmer", en Rouge royal.
Uit Frankrijk kwamen vele soorten kalksteen, bijvoorbeeld Euville, Vaurion en Anstrude, uit Duitsland onder andere de Baumberger kalksteen en uit Zuid-Engeland Portlandsteen. Hardsteen werd en wordt veel toegepast voor reliëfs, grafmonumenten en toegepast beeldhouwwerk, en minder vaak voor vrijstaand beeldhouwwerk, maar vooral de Franse kalkstenen zijn om hun lichte kleur en het feit dat ze makkelijk te bewerken zijn, het meest gebruikt.

### Metamorfe gesteenten
Onder de metamorfe gesteenten vallen onder andere jade, marmer en albast. Marmers zijn voor beeldhouwers wel de meest geliefde steen, omdat deze steen goed te polijsten is, een prachtige lichtval heeft en goed te bewerken is, hoewel het vrij hard is. Ook bevat marmer geen zand, waardoor het ook goed met een rasp te bewerken is. Het bekendste marmer is wel carraramarmer, maar ook marmer uit andere landen is veel toegepast. Voor beeldhouwwerk dat voor binnen bedoeld is, is wel gewerkt in albast, zoals in het oude Egypte.

## Historische ontwikkeling van het beeldhouwen in steen in het westen

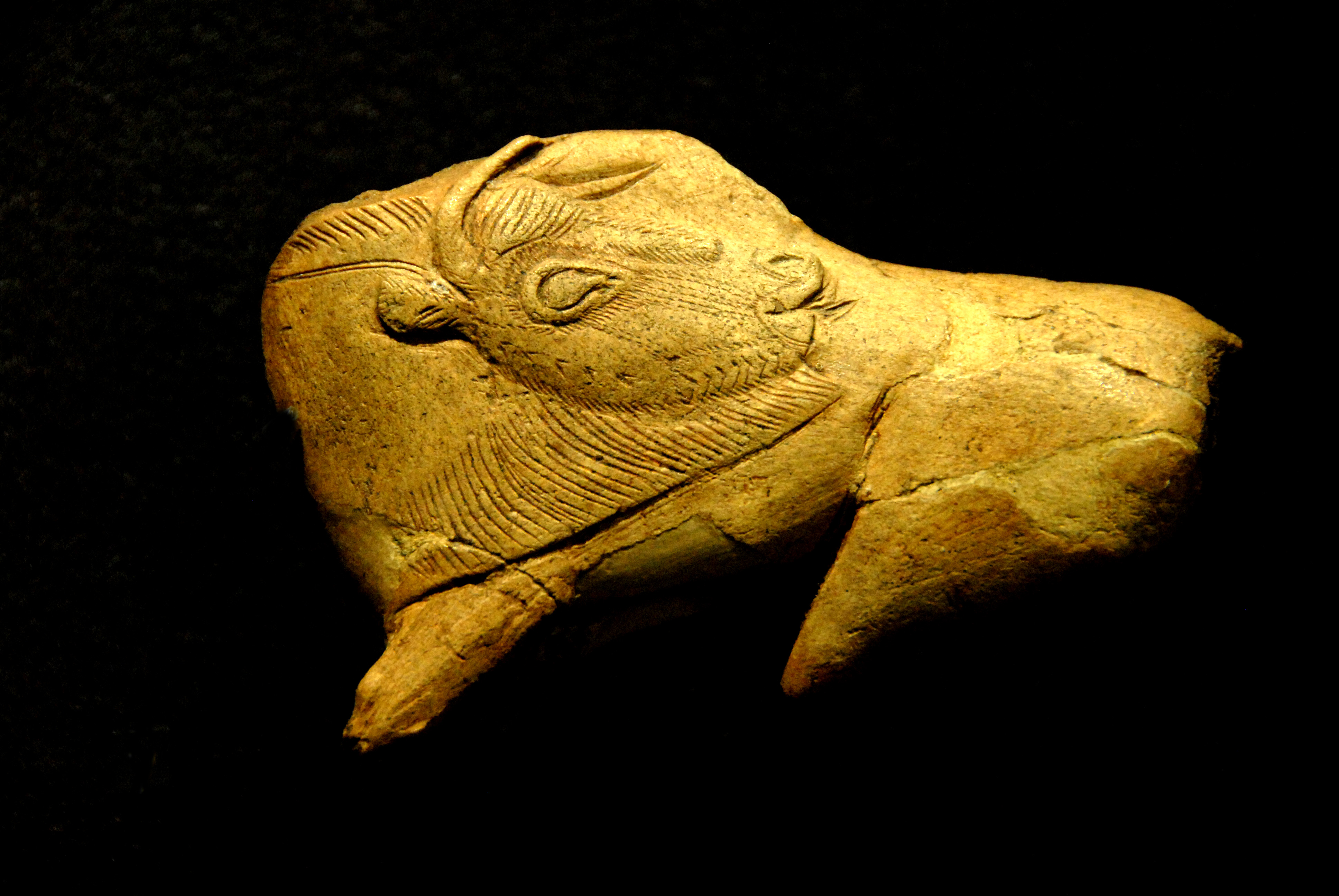
Prehistorie: een bizon uit ivoor
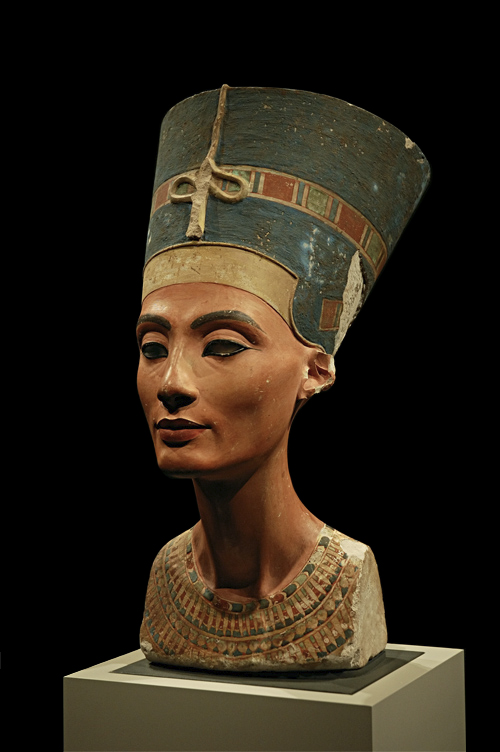
Egypte: Nefertiti door de beeldhouwer Tutmoses
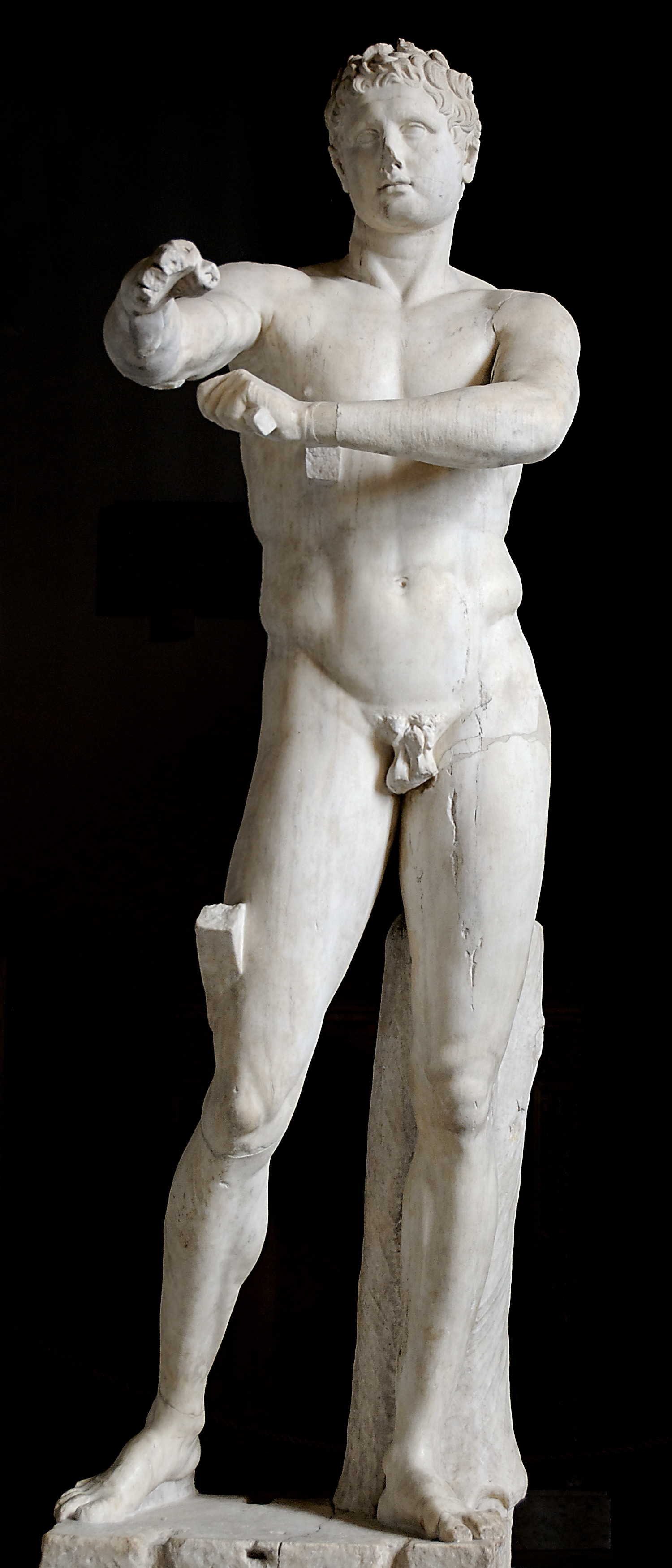
Een Romeinse kopie: Apoxyomenos naar Lysippos
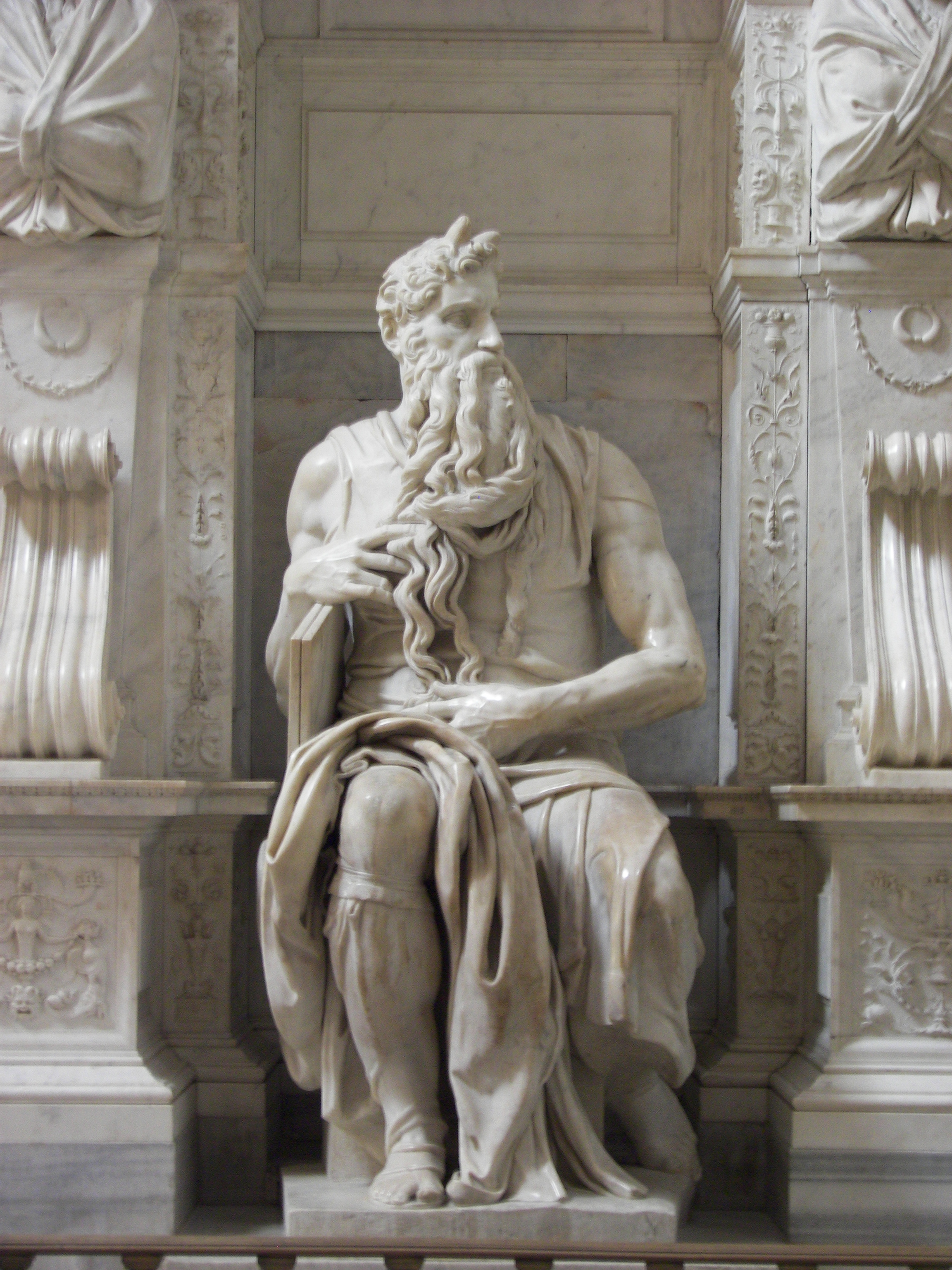
Renaissance: Michelangelo's Mozes in de San Pietro in Vincoli, Rome

### Het oude Egypte
Van oud-Egyptische beeldhouwers zijn niet veel namen bekend, maar wel is bijvoorbeeld in 1912 in de verlaten stad Amarna de werkplaats van de beeldhouwer Tutmoses opgegraven, waar onder andere de beroemde buste van koningin Nefertiti gevonden is. Voor het vervaardigen van beeldhouwwerk is in Egypte duizenden jaren een strakke volgorde aangehouden:
- Een haaks gehouwen blok steen werd met getekende lijnen onderverdeeld in vierkanten.
- Op de vlakken werd met behulp van deze rasterverdeling een figuur getekend, die vervolgens eerst eenzijdig, als in een reliëf, werd uitgehouwen, en later driedimensionaal werd gehakt. Tijdens de eerste dynastieën werden nog alleen stenen en koperen gereedschappen gebruikt, in de Ptolemeïsche tijd werden ook ijzeren gereedschappen gebruikt.
- In de tijd van de stenen gereedschappen werden de beelden geduldig uit de soms zeer harde steen gehamerd door de oppervlakte te vergruizelen met klopstenen van bijvoorbeeld doleriet, en als eindafwerking werden de beelden gladgeschuurd, wat de afwezigheid van minieme details in vroege beelden uit graniet verklaart. Een sterke stijlbreuk ontstond in de Amarna-periode, waarin beeldhouwers veel vrijer gingen werken en uiteindelijk ook een nieuwe, langgerekte "maniëristische" stijl ontwikkelden, die overigens bij de machtsovername na de dood van Farao Achnaton vrij snel weer verlaten werd voor de traditionele stijl.

Een ander terrein voor de steenbeeldhouwers in Egypte waren de reliëfs op de wanden van gebouwen, graven en obelisken.

### Het oude Griekenland
Het beeldhouwen in steen begon in Griekenland met de afbeeldingen van goden, godinnen, kouroi: naakte jongelingen en Korè: geklede jonge vrouwen. Gaandeweg werden ook meer profane voorstellingen weergegeven, zoals sporters. De Griekse beeldhouwkunst ontwikkelde zich, in eerste instantie beïnvloed door de Egyptische kunst, tot een zeer hoog niveau. Er kwam steeds meer aandacht voor een natuurgetrouwe weergave van mens en dier, en de techniek bereikte een hoogtepunt. De Hellenistische stijl had uiteindelijk ook invloed op het boeddhisme, waardoor een mengstijl ontstond, de Greco-boeddhistische stijl, zoals is te zien in de kunst van Gandhara in Pakistan.
Beroemde Griekse beeldhouwers waren met name Praxiteles, Phidias, Polykleitos, Myron van Eleutherae, Skopas en Lysippus van Sicyon.

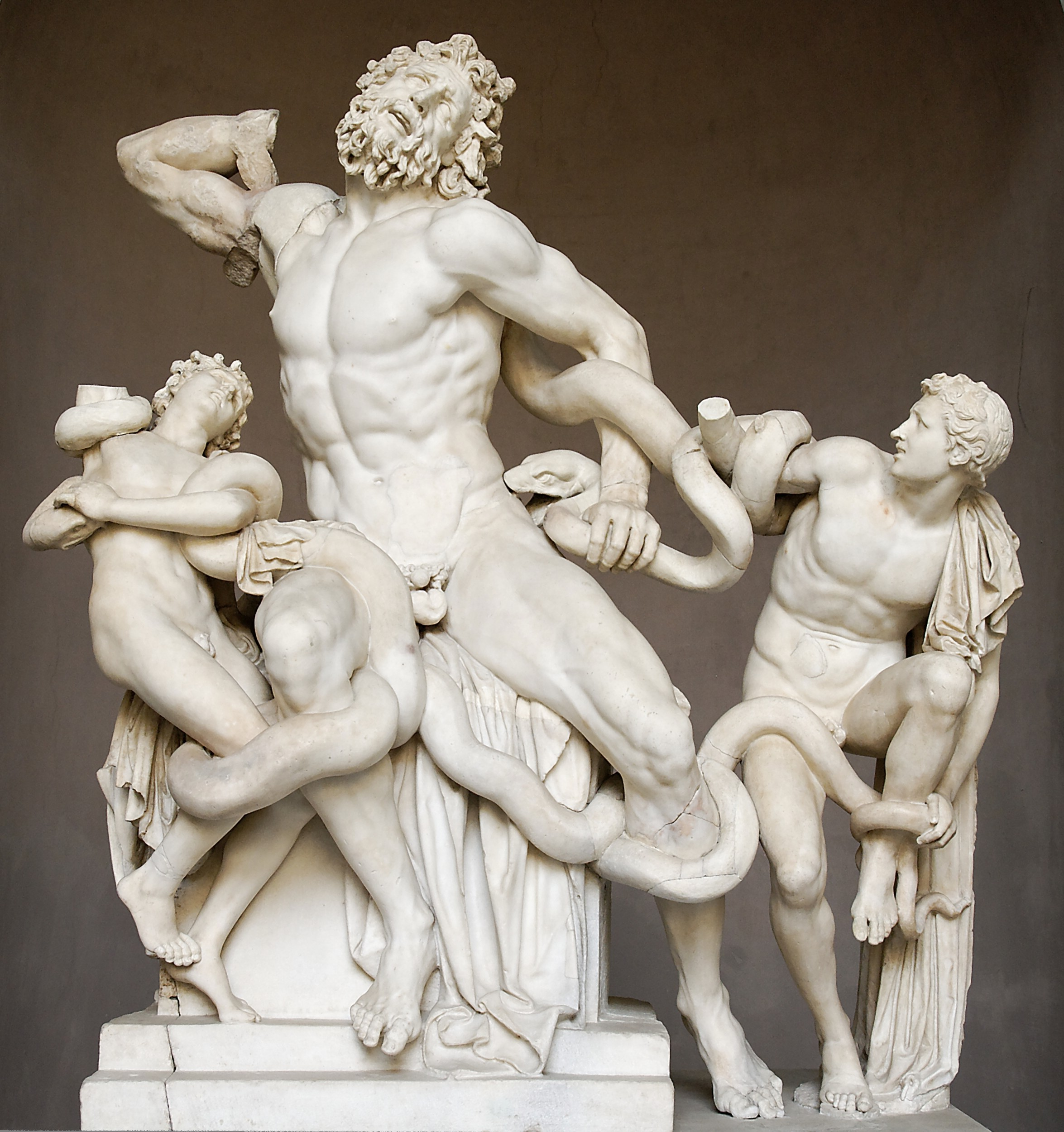
Laocoöngroep door Agesandros en zijn zonen, Vaticaanse musea
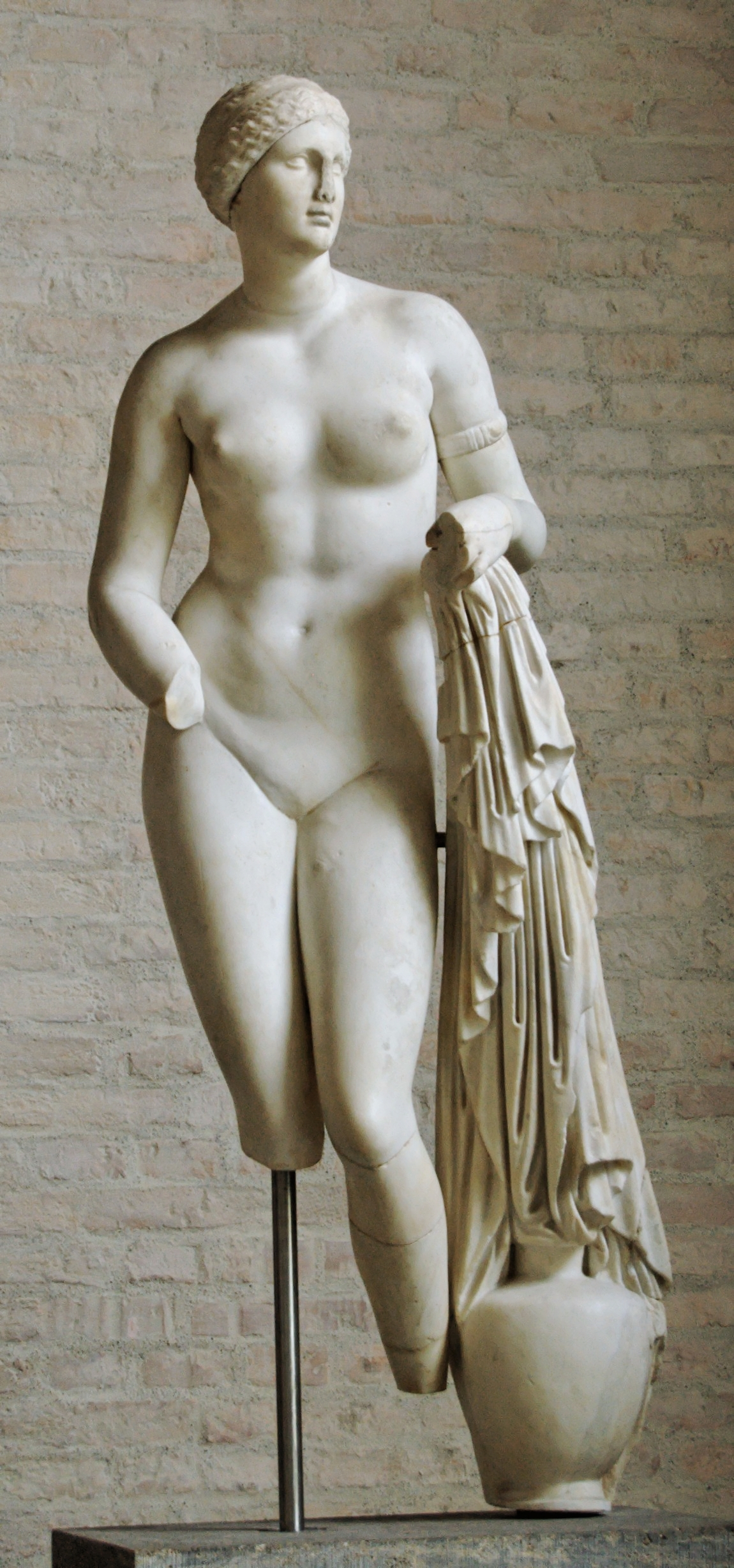
Afrodite door Praxiteles
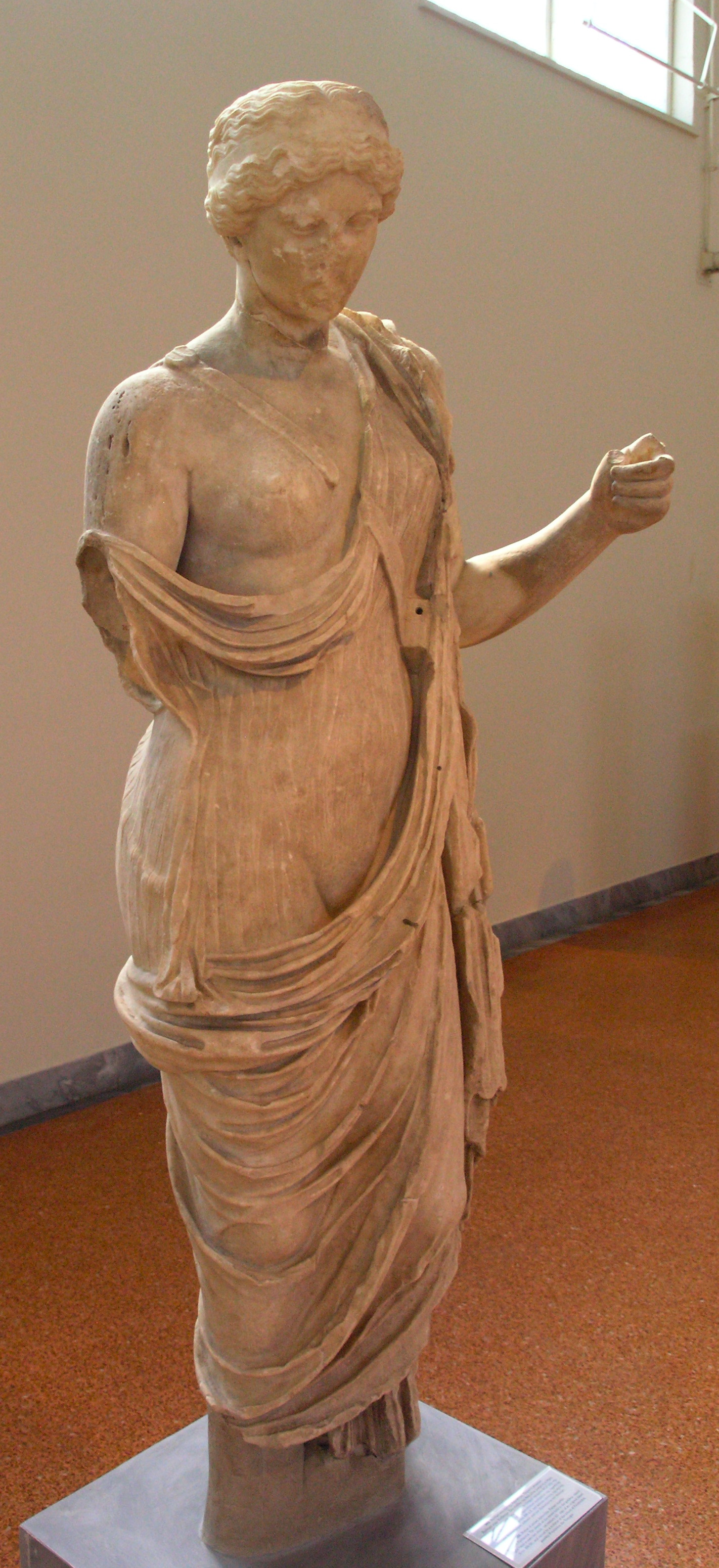
Afrodite door Polykleitos
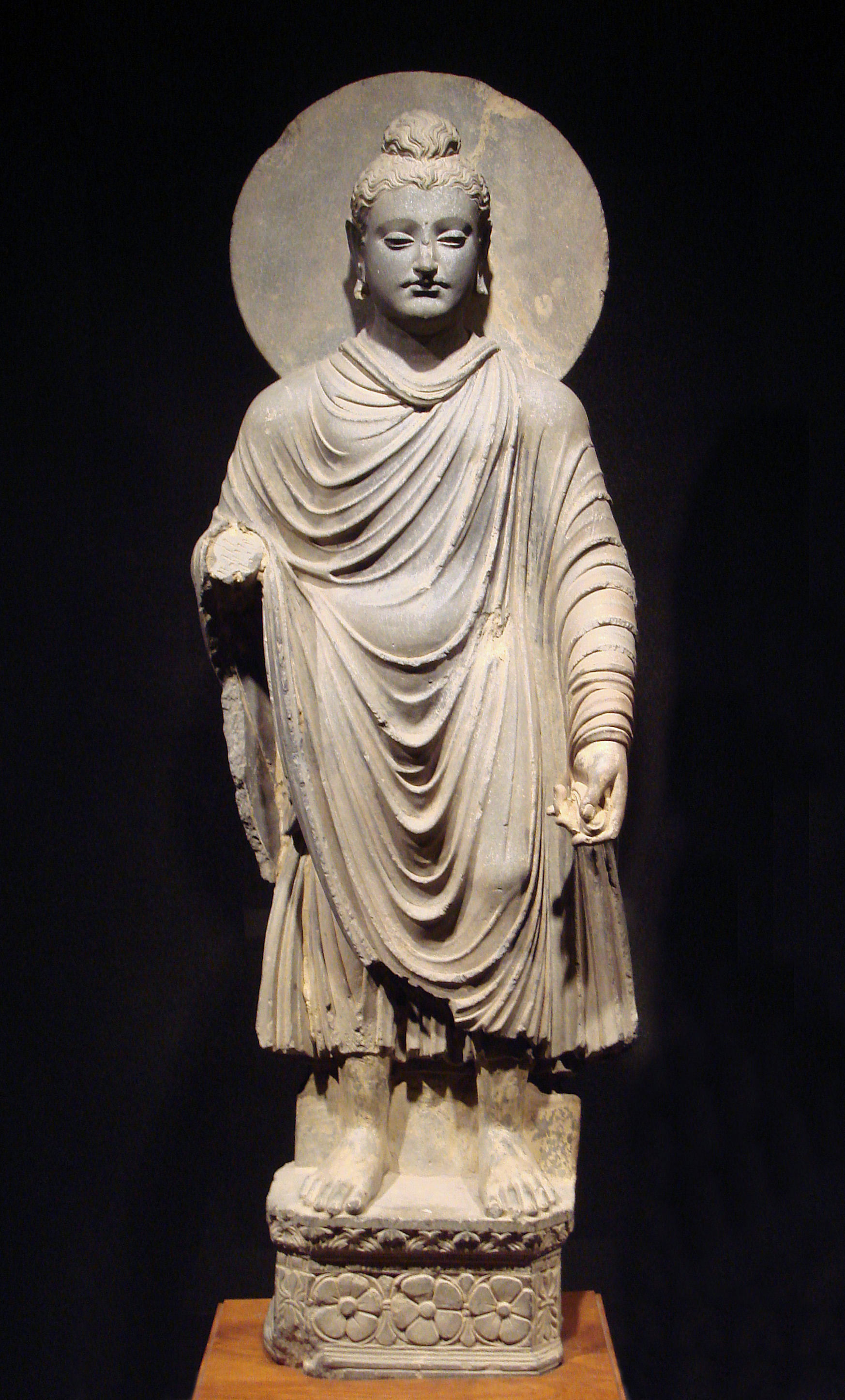
Greco-boeddhistische stijl: Een Boeddhabeeld uit Gandhara

### Het Romeinse Rijk
De Romeinse beeldhouwers waren sterk beïnvloed door de Griekse beeldhouwers, en hebben dan ook vele kopieën in marmer gemaakt van de beroemdste Griekse bronzen en marmeren beelden van onder andere bovenstaande Griekse beeldhouwers. De Romeinse beeldhouwkunst is veel gebruikt om de macht en grootsheid van de Romeinen mee uit te drukken, bijvoorbeeld met reliëfs zoals de zuil van Trajanus en beelden, die de overwinning van de Romeinen op andere volken uitdrukken. De Romeinen hebben het kopiëren met passers tot een hoogtepunt gebracht, maar ook hun eigen beeldhouwwerk, zoals de portretkunst, getuigt van een hoog niveau van artisticiteit.

### Middeleeuwen
Na de val van het Romeinse Rijk is veel technische en vooral anatomische kennis verloren gegaan. Met name de Romaanse kunst kent veel vrij directe, bijna primitieve beeldhouwwerken. Vaak doen de ongedwongen figuren op kapitelen en reliëfs vermoeden dat er en taille directe werd gewerkt. Beroemd zijn de kapitelen van de Basiliek van Vézelay. In het Maasland werkte in de 12e eeuw een steenhouwersatelier, dat waarschijnlijk afkomstig was uit Italië. Bekend zijn de kapitelen in het oostkoor van de Onze-Lieve-Vrouwebasiliek en het westwerk van de Sint-Servaasbasiliek. Bijzonder is dat de steenhouwers ("metsen") in beide kerken zichzelf afgebeeld hebben.
In de Gotiek kwam er weer meer vakkennis, en met name bladmotieven werden zeer vaardig en gedetailleerd uitgewerkt. Vooral kerken werden uitgebreid versierd met beelden van heiligen en allerlei monsters. Hoewel enkele Gotische beeldhouwers als Claus Sluter en Tilman Riemenschneider met kop en schouders boven de rest uitstaken, duurde het tot de tijd van de renaissance dat de kunst weer enigszins anatomisch getrouw werd en de expressie van emoties overtuigend gebracht werd.

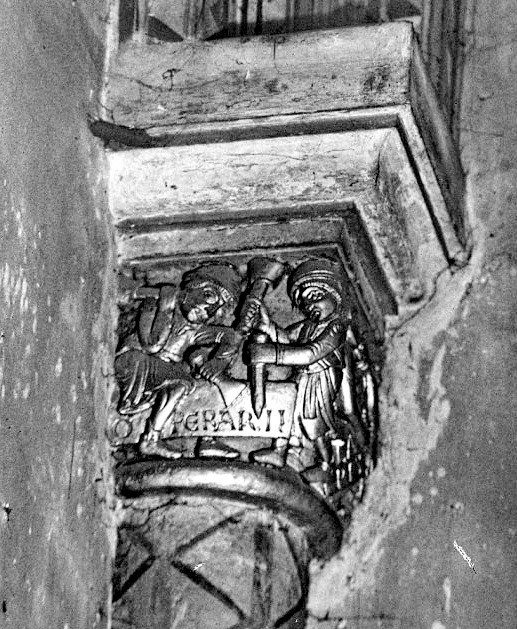
Kapiteel met operarii ("steenmetsen"), St-Servaasbasiliek, Maastricht
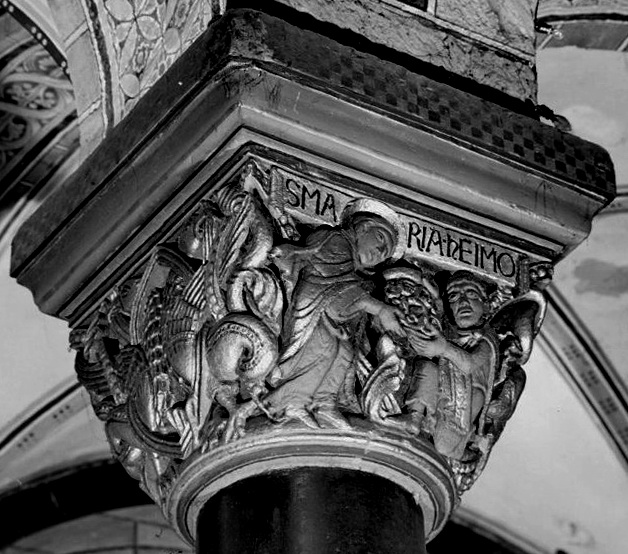
Heimo-kapiteel, Onze-Lieve-Vrouwebasiliek, Maastricht
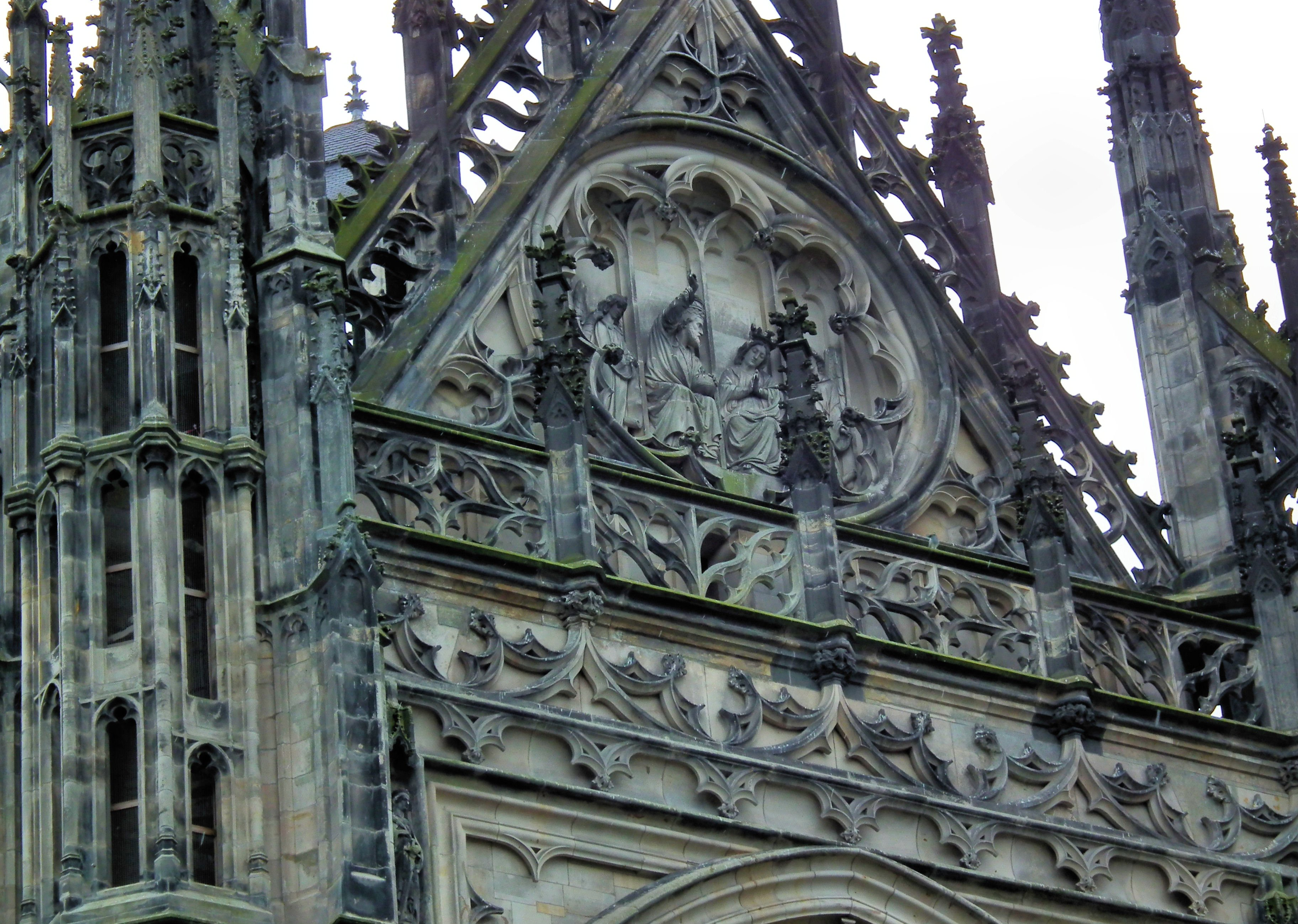
Gotisch beeldhouwwerk, St-Janskathedraal, 's-Hertogenbosch
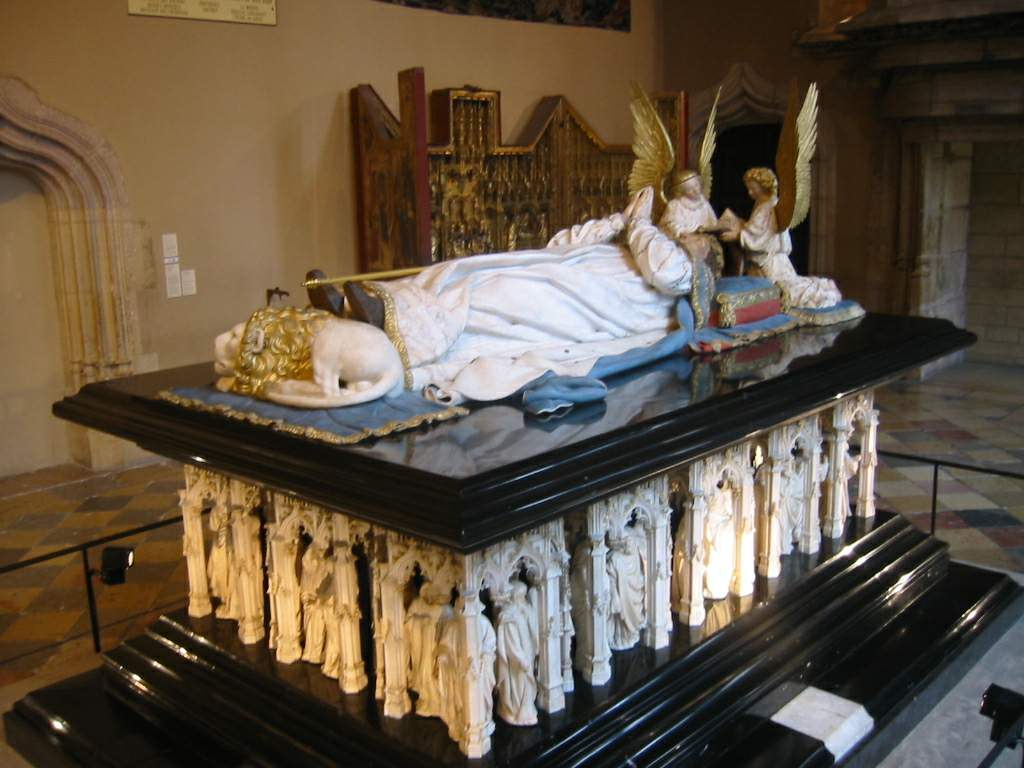
Praalgraf van Filips de Stoute met pleurants van Claus Sluter, kathedraal van Dijon

### Renaissance, barok en classicisme

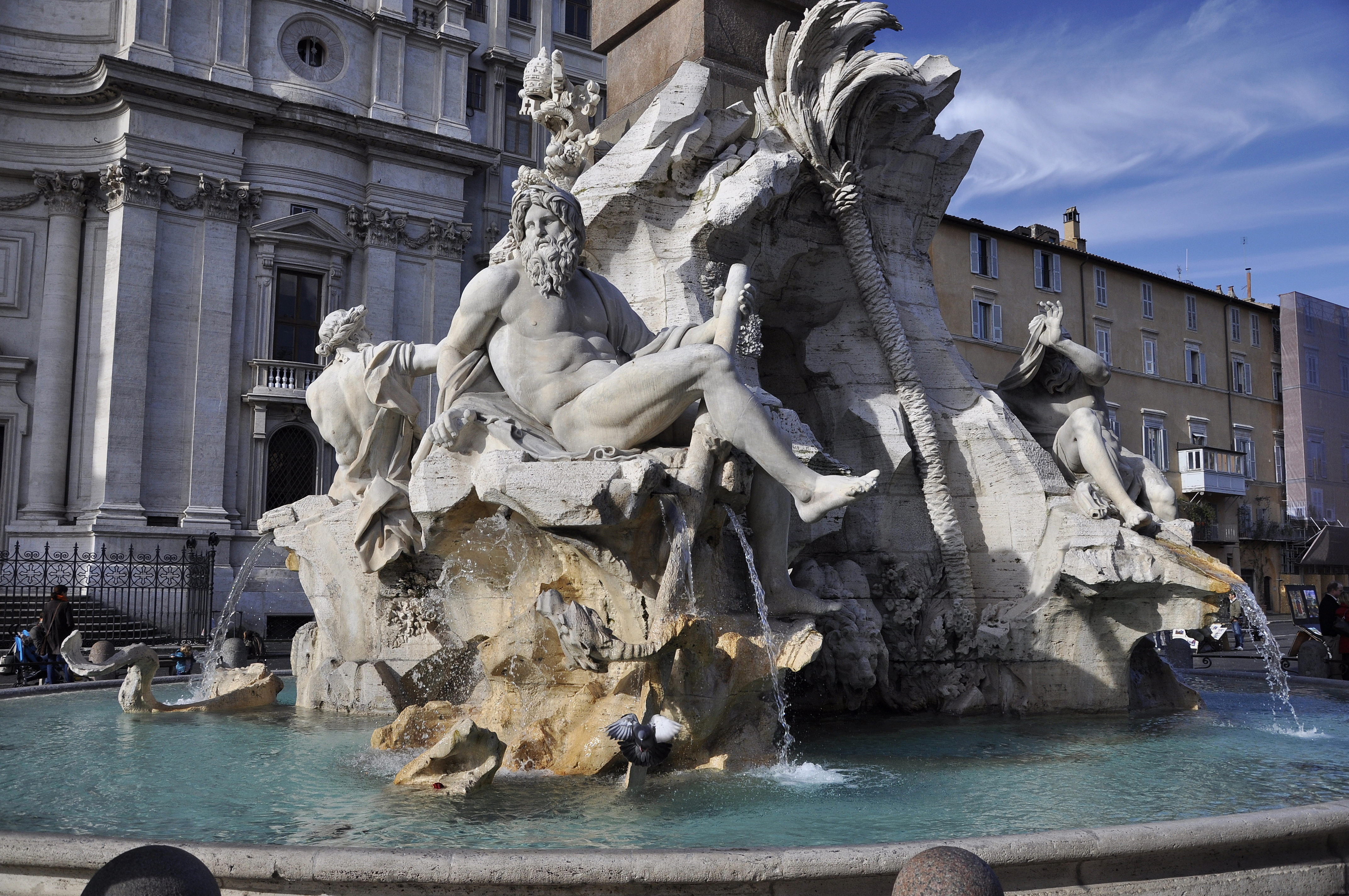
Monumentaal steenbeeldhouwwerk door Bernini, Rome.

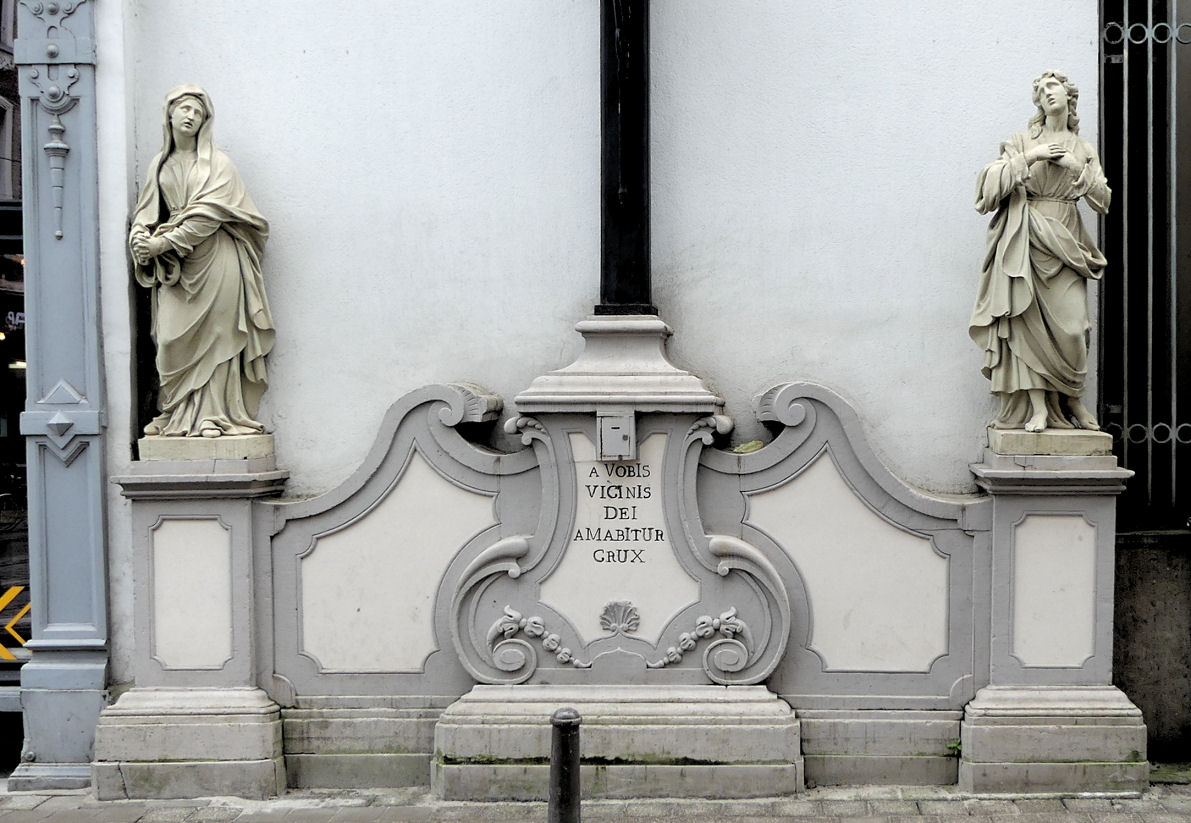
18e-eeuwse kalvarie uit natuursteen door Pompe, het voetstuk is versierd met een latijns Chronogram.

Met name Donatello en Michelangelo Buonarroti moeten genoemd worden als voortrekkers van de Italiaanse renaissance. In deze periode kwam er weer waardering voor de oude meesterwerken uit het oude Rome en Griekenland. Het gevolg hiervan was dat er veel meer studie werd verricht naar de anatomie van de mens, en dat er uiteindelijk zelfs in het geheim door onder andere Michelangelo en Leonardo da Vinci sectie werd verricht op lijken om de menselijke anatomie te doorgronden. Om deze redenen werd ook meer gewerkt vanaf een geboetseerd model, dat vervolgens met allerlei meettechnieken werd overgezet in steen. Ondanks de veel aangehaalde uitspraak van Michelangelo dat hij 'alleen de overbodige steen weghaalde', werkte ook hij vanaf een geboetseerd model. Dit systeem van boetseren en uitvoeren werd in de daarop volgende eeuwen steeds verder uitgewerkt, totdat in de 18e eeuw het punteerapparaat werd uitgevonden door de Franse beeldhouwer en medailleur Nicolas-Marie Gatteaux, wat nog nauwkeuriger kopiëren mogelijk maakte. Hierdoor werd steeds meer gebruikgemaakt van assistenten; een beeldhouwer had soms een grote werkplaats met tientallen leerlingen tot zijn beschikking. Er ontstonden kunstacademies waar de vaardigheden van het beeldhouwen grondig werden onderwezen. Belangrijke beeldhouwers zijn onder andere Giambologna, Gianlorenzo Bernini, Antonio Canova en Bertel Thorvaldsen.

### De twintigste eeuw

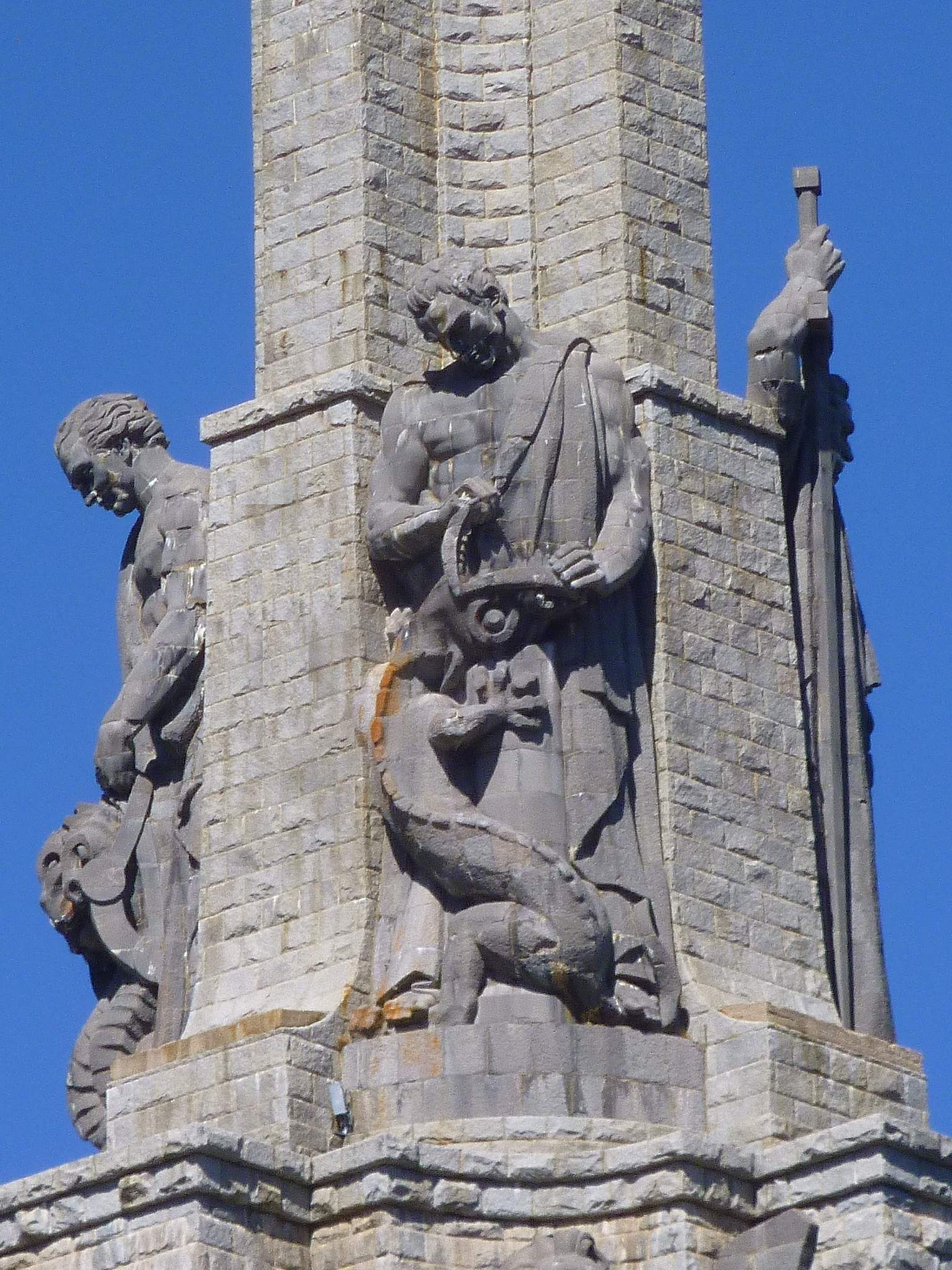
Monumentaal steenbeeldhouwwerk, Valle de los Caídos. Opgericht door Franco.

Het gevolg van deze ontwikkeling was dat er een bepaald soort 'academiekunst' ontstond, waartegen verzet kwam. Beeldhouwers keerden uiteindelijk steeds meer terug naar directere expressievormen, door middel van onder andere de 'taille directe', impressionisme en expressionisme, soms ook sterk beïnvloed door beeldhouwkunst uit Afrika en Oceanië, die door zijn directheid een schok teweegbracht. Via kubisme kwam de abstracte kunst ook in het beeldhouwen tot uiting.
In de 1e helft van de 20e eeuw was er een korte periode een opflakkering van monumentale steenbeeldhouwkunst, die omwille van politieke redenen zeer geliefd werd. Zo verkozen dicators Hitler en Franco beiden steenbeeldhouwwerk voor het versieren van verschillende monumenten en gebouwen. Hiervoor werden dwangarbeiders als steenhouwers ingezet om in steengroeven grote hoeveelheden stenen te bewerken. Ook in België werden er nog sporadische monumentale projecten in natuursteen verwezenlijkt zoals de Sainctelettebrug in Brussel, die versierd is met arduinen beeldhouwwerk.
In de 2e helft van de 20e eeuw verdween het steenbeeldhouwwerk langzaam uit de interesse van moderne Belgische architecten. Grote opdrachten werden zeldzaam waardoor de steenbeeldhouwkunst zich enkel op kleinere projecten toelegde. Heel wat steengroeves verdwijnen in Wallonië door de opkomst van andere materialen.

#### Moderne steenbeeldhouwers

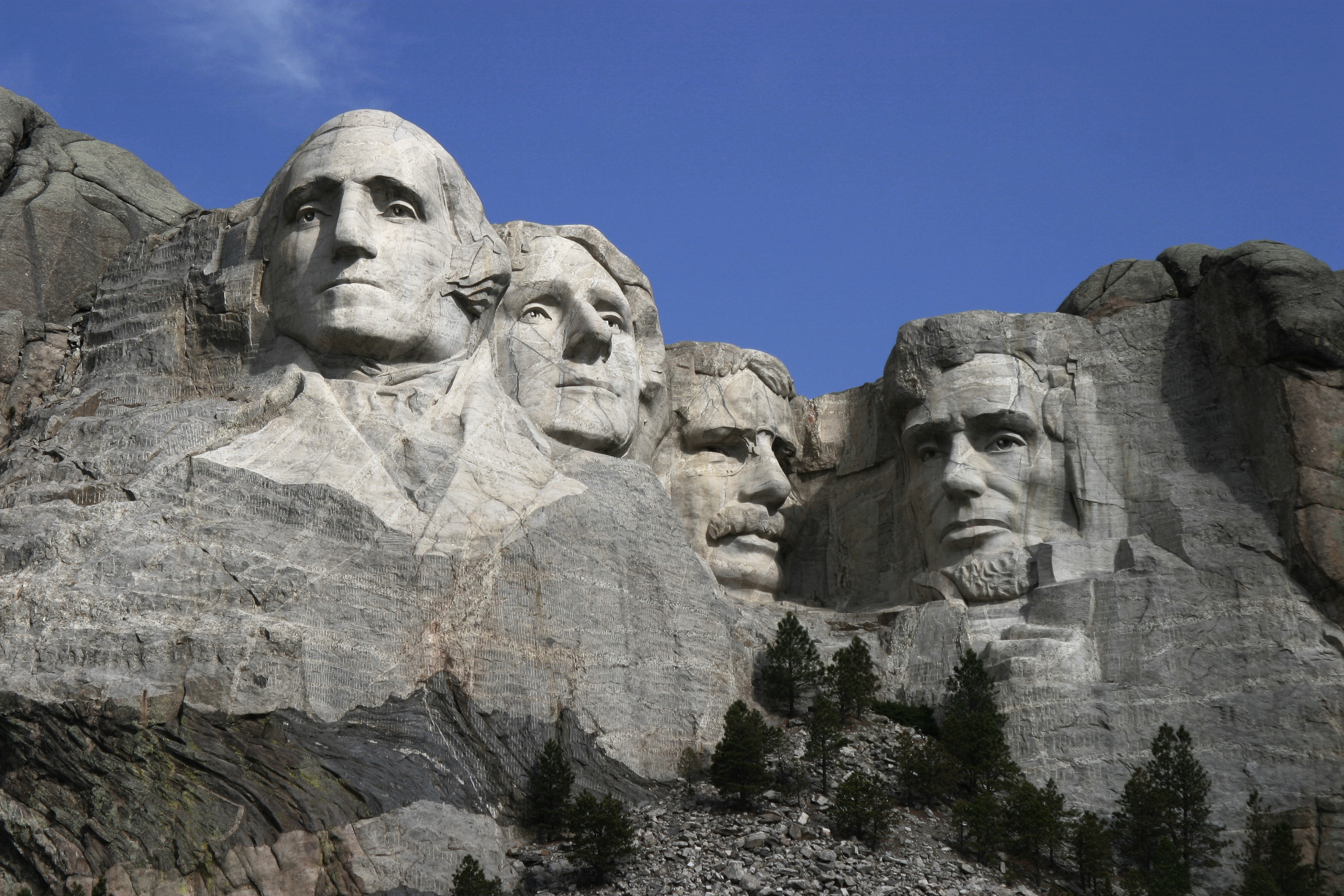
Mount Rushmore, South Dakota
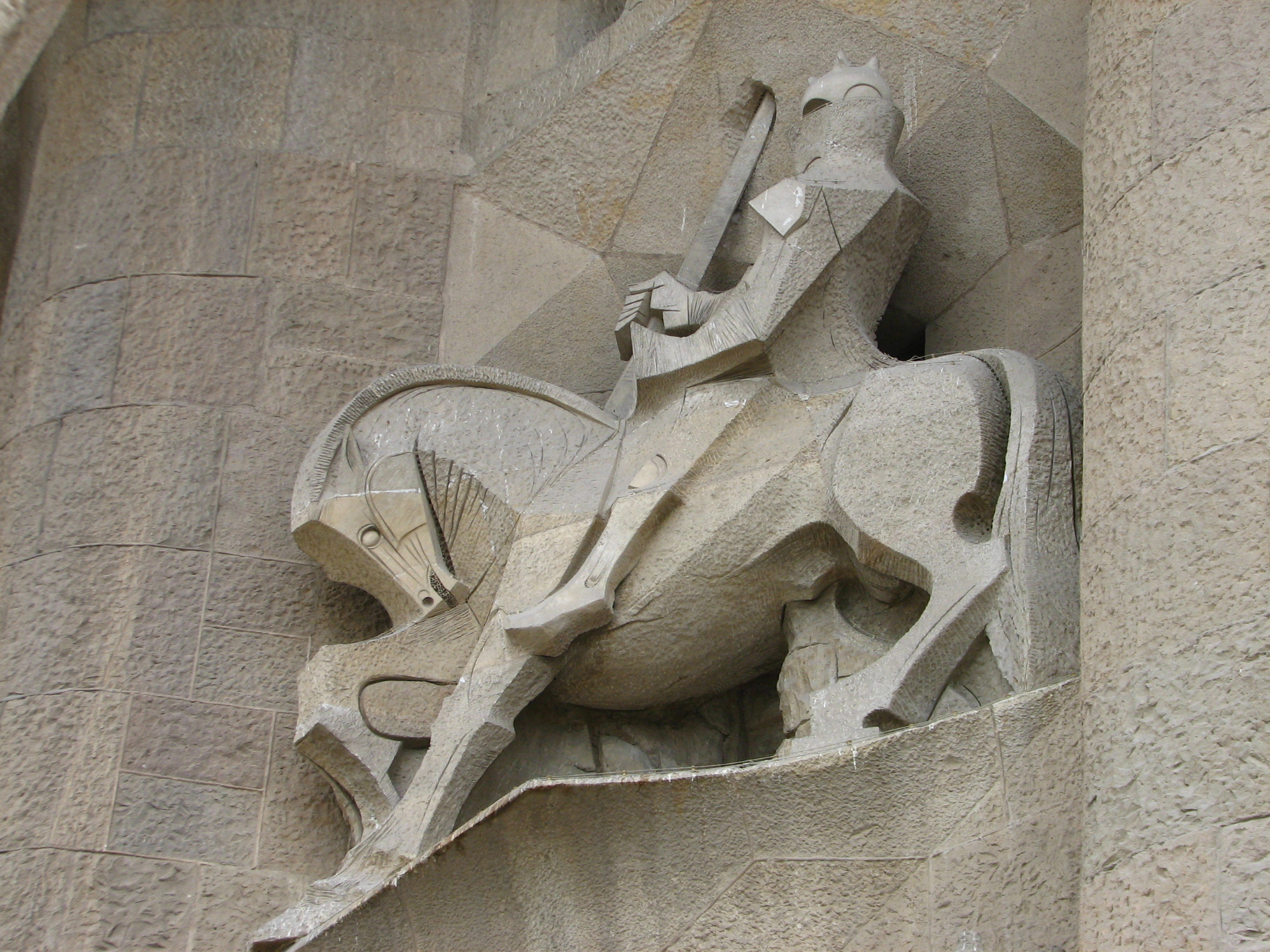
Barcelona Sagrada Familia
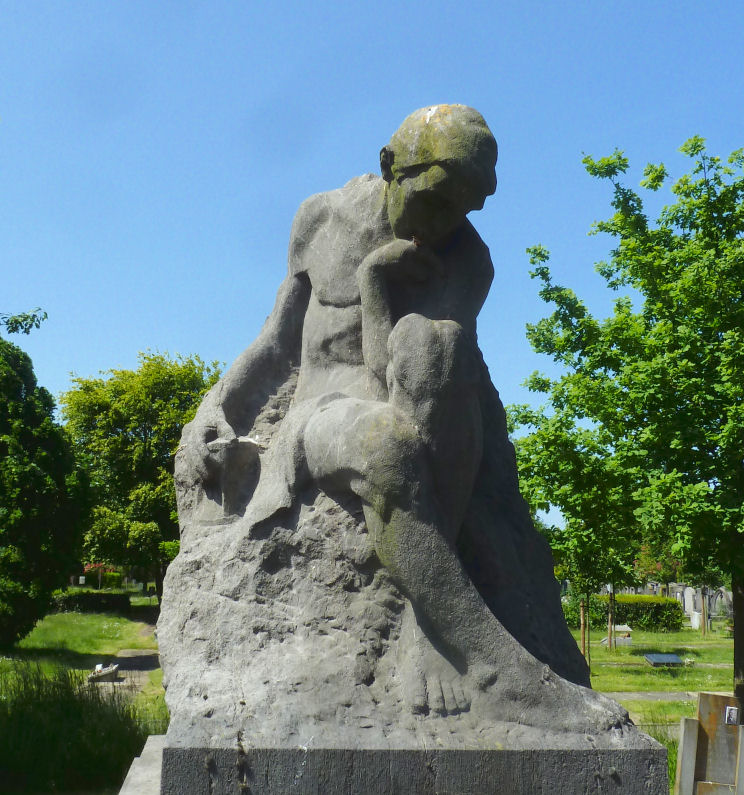
"De Denker": Art-decosculptuur door Robert Van de Velde, Sint-Niklaas
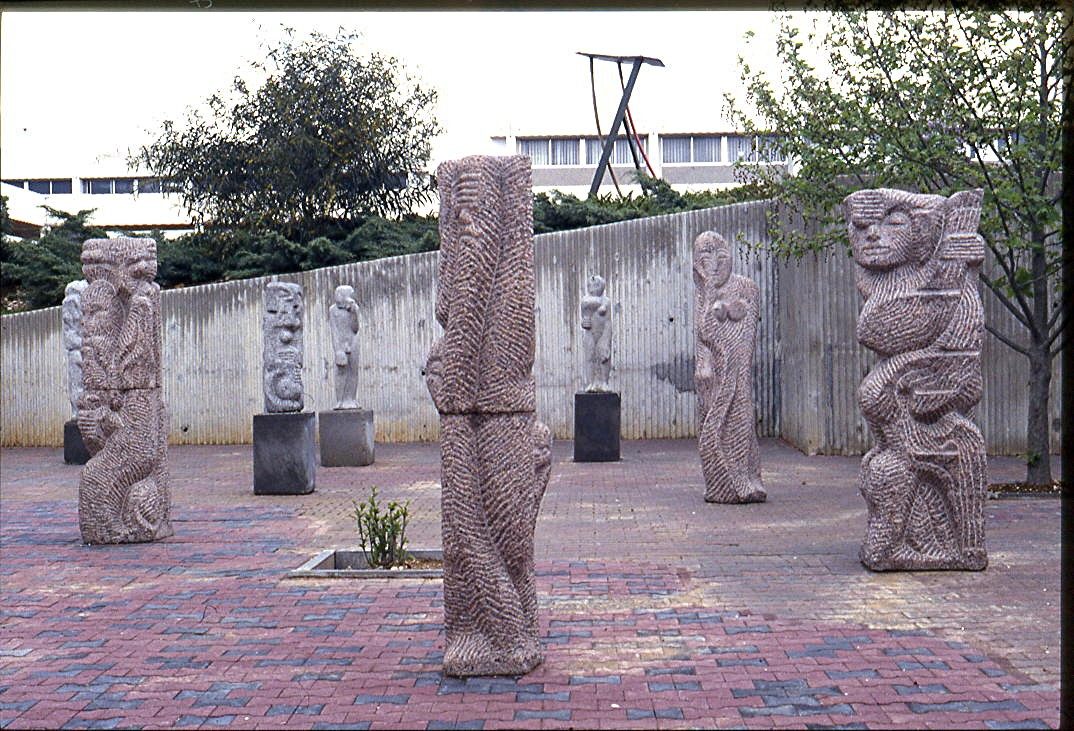
Shlomo Selinger in Tefen Sculpture Garden, Israël
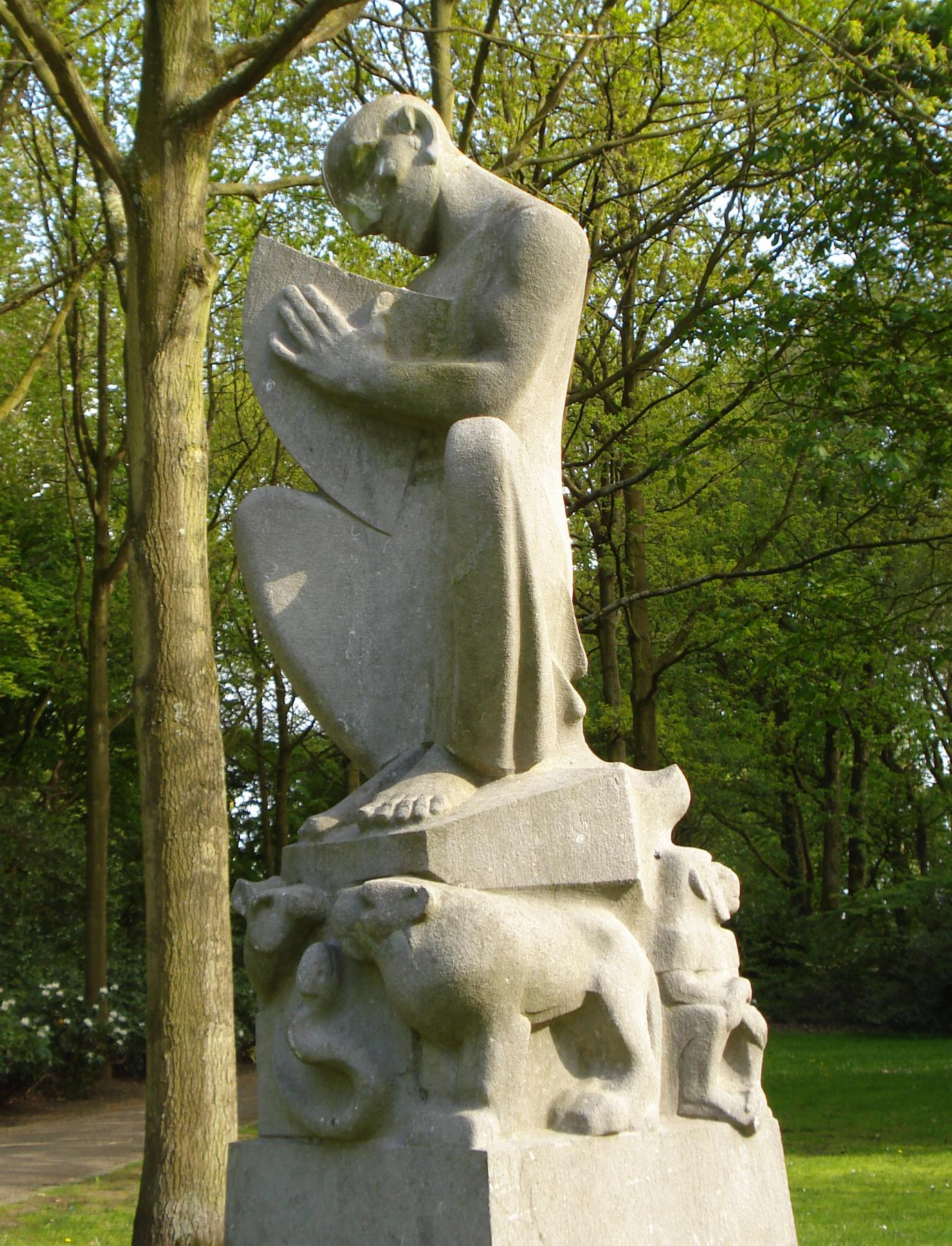
John Rädecker, Rotterdam
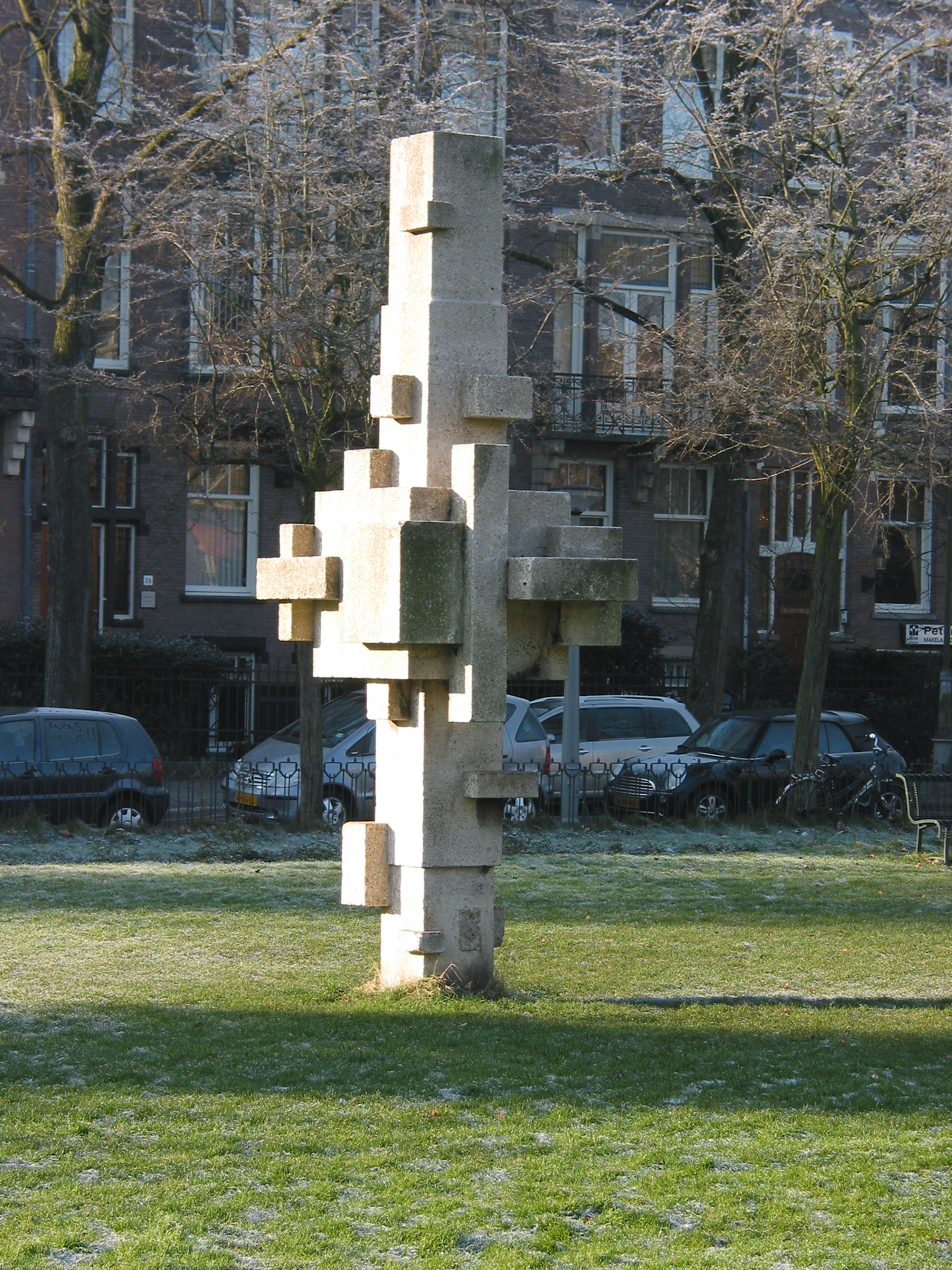
Henk Zweerus, Amsterdam, Verticale Compositie, 1958
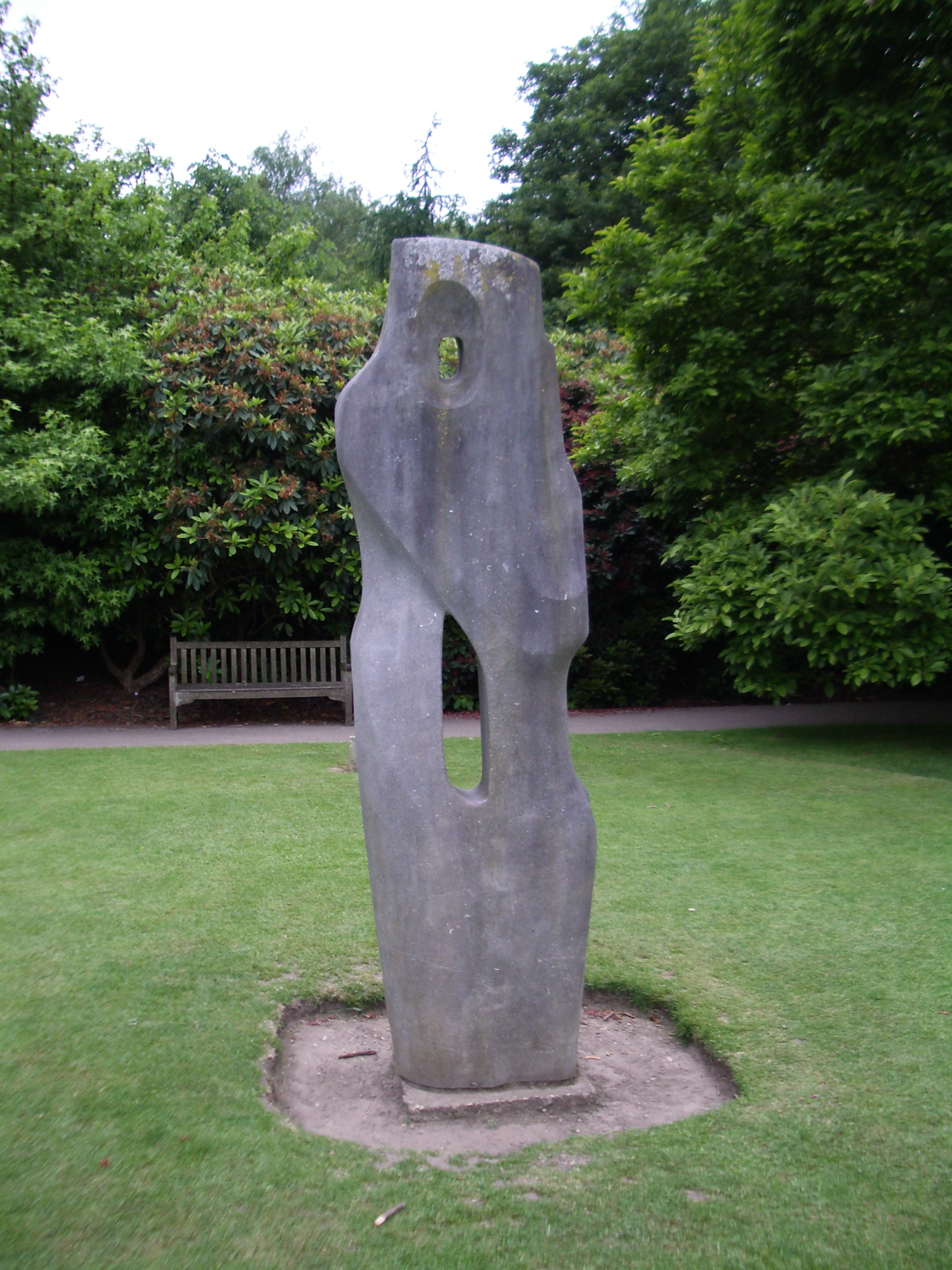
Barbara Hepworth, Kenwood House and Garden, Monolyth Empyrean, 1953
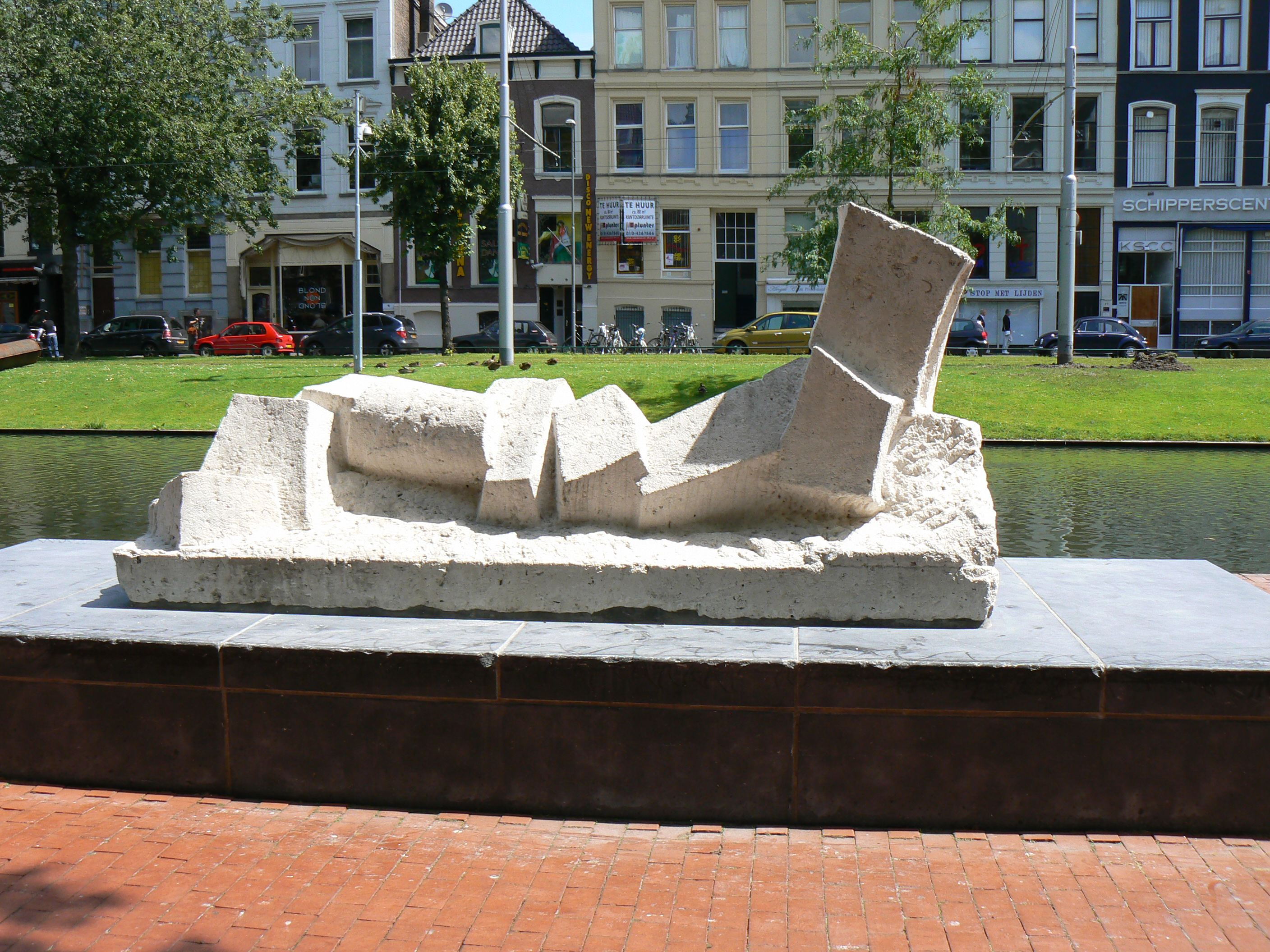
Rotterdam, Fritz Wotruba
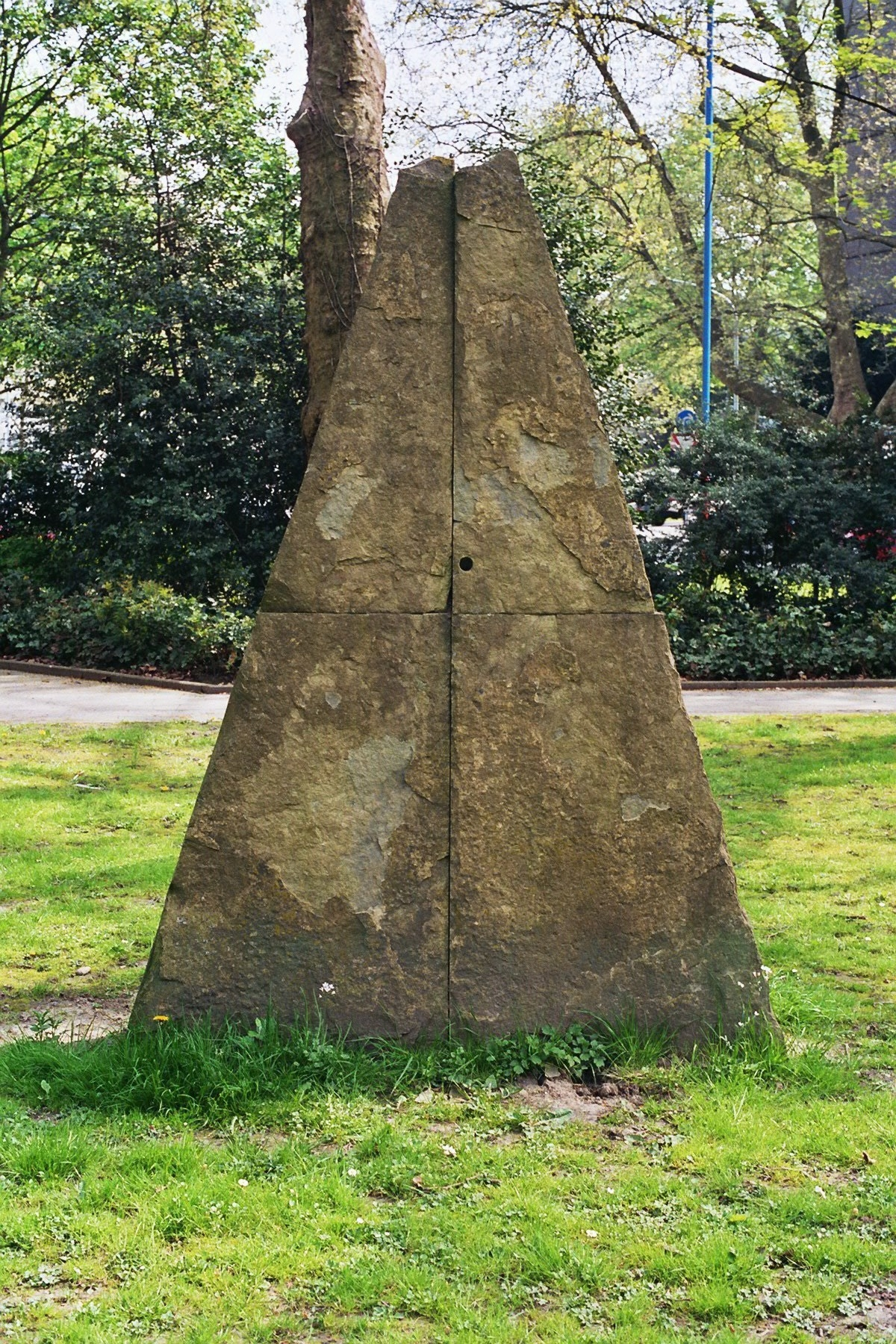
Minimalisme: Ulrich Rückriem, Essen